# 제1해군육전여단
제1해군육전여단(중국어 정체자: 海軍陸戰隊第一旅, 한자음: 해군육전 제1려, 영어: 1st Marine Brigade), 혹은 중국 인민해방군 해군육전대 제1여단은 남부전구 해군, 옛 남해함대 직속 수륙양용전 여단이다. 육군 부대로 운용될 당시에는 광저우 군구에 있었고, 1980년 5월 5일에 해군육전대로 전군되었다.

## 역사
1964년 6월의 여름에 광저우 군구 소속 육군 수비 제27사단(守備第二十七師) 산하 수비 제79연대로 창설되었다.
1970년, 하이난 군구가 창설되었을 때 육군 제131사단으로 전속하여 제391연대로 개편되었다.
1974년, 중국-베트남 국경 분쟁의 파라셀 제도 해전에 육군 제131사단이 참전하였다. 제391연대 2개 중대, 제392연대 3개 중대와 1개 공병중대가 참전하여, 크레선트 군도에 상륙하여 패틸, 로버트, 머니의 3개 섬을 점령하였다.
1979년 12월, 제54군 134사단 391연대를 기반으로, 연대 본부, 1개 수륙장갑대대 및 1개 수륙장갑중대, 2개 장갑보병중대 등의 부대를 모아 해군육전대 제1여단를 편성하였다.
1980년 5월 5일, 여단은 정식으로 창설되었다.

## 기록

### 계보
1. 廣州軍區守備第七十九團, 광주 군구 수비 제79단→광저우 군구 수비 제79연대
2. 步兵第三九一團, 보병 제391단→보병 제391연대
3. 海軍陸戰隊第一旅, 해군육전제1려→제1해군육전여단

### 참전
- 중국-베트남 국경 분쟁
  - 파라셀 제도 해전
- 테러와의 전쟁
  - 중국 인민해방군 해군의 아덴만 대해적 행동